# آراس‌ایکس ترکیب‌کننده واقعیت

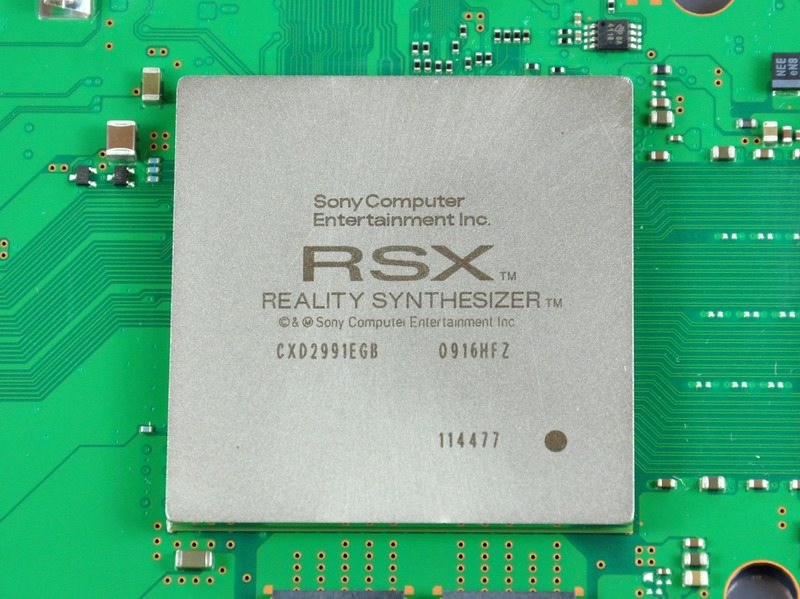
تصویر پردازنده آر اس ایکس

آر اس ایکس ترکیب‌کننده واقعیت (به انگلیسی: RSX Reality Synthesizer) نام نوعی پردازنده گرافیکی ۳ بعدی است که در کنسول پلی استیشن ۳ استفاده شده‌است. این پردازنده توسط شرکت ان‌ویدیا ساخته شده‌است.